# Zhao Yunlei
Dit is een Chinese naam; de familienaam is Zhao.
Zhao Yunlei (赵芸蕾, Yichang, 25 augustus 1986) is een Chinees badmintonspeelster.

## Carrière
Zhao Yunlei speelde in het vrouwendubbelspel samen met Tian Qing tot augustus 2015 en daarna met Zhong Qianxin en in het gemengd dubbelspel samen met Zhang Nan.
Zhao Yunlei behaalde de overwinning met het Chinees nationaal vrouwenteam op de Aziatische Spelen in 2010 en 2014. Op de Aziatische spelen won ze ook het gemengd dubbelspel in 2014, het vrouwen dubbelspel in 2010 en behaalde ze zilver in het gemengd dubbelspel in 2010 en brons in het vrouwen dubbelspel in 2014.
In 2012 behaalde Zhao Yunlei twee gouden medailles op de Olympische Zomerspelen in Londen, samen met Zhang Nan in het gemengd dubbelspel en samen met Tian Qing in het vrouwen dubbelspel. Samen met Zhang Nan werd zij ook driemaal wereldkampioen in het gemengd dubbelspel (2011, 2014 en 2015). Samen met Tian Qing werd ze tweemaal wereldkampioen in het vrouwen dubbelspel (2014, 2015).

## Medailles op Olympische Spelen en wereldkampioenschappen
| Logo van de Olympische Spelen | Onderdeel          | Resultaat |
| ----------------------------- | ------------------ | --------- |
| 2012                          | Gemengd dubbelspel | Goud      |
| 2012                          | Vrouwen dubbelspel | Goud      |
| WK                            | Onderdeel          | Resultaat |
| 2009                          | Vrouwen dubbelspel | Zilver    |
| 2010                          | Vrouwen dubbelspel | Brons     |
| 2011                          | Gemengd dubbelspel | Goud      |
| 2011                          | Vrouwen dubbelspel | Zilver    |
| 2013                          | Gemengd dubbelspel | Brons     |
| 2013                          | Vrouwen dubbelspel | Brons     |
| 2014                          | Gemengd dubbelspel | Goud      |
| 2014                          | Vrouwen dubbelspel | Goud      |
| 2015                          | Gemengd dubbelspel | Goud      |
| 2015                          | Vrouwen dubbelspel | Goud      |

1992: Hwang Hye-young & Chung So-young ·
1996: Ge Fei & Gu Jun ·
2000: Ge Fei & Gu Jun ·
2004: Zhang Jiewen & Yang Wei ·
2008: Yu Yang & Du Jing ·
2012: Tian Qing & Zhao Yunlei  ·
2016: Misaki Matsutomo & Ayaka Takahashi ·
2020: Greysia Polii & Apriyani Rahayu ·
2024: Chen Qingchen & Jia Yifan
1996: Gil Young-ah & Kim Dong-moon ·
2000: Gao Ling & Zhang Jun ·
2004: Gao Ling & Zhang Jun ·
2008: Lee Yong-dae & Lee Hyo-jung ·
2012: Zhang Nan & Zhao Yunlei ·
2016: Tontowi Ahmad & Lilyana Natsir ·
2020: Huang Dongping & Wang Yilyu ·
2024: Huang Yaqiong & Zheng Siwei